# Thlypopsis pyrrhocoma
A Thlypopsis pyrrhocoma a madarak osztályának verébalakúak (Passeriformes) rendjébe és a tangarafélék (Thraupidae) családjába tartozó faj.

## Rendszerezése
A fajt Kevin J. Burns, Philip Unitt és Nicholas A. Mason írták le 2016-ban. Egyes szervezetek szerint a Pyrrhocoma nem egyetlen faja Pyrrhocoma ruficeps néven. Mivel a Thlypopsis nemben már szerepel ruficeps nevű faj, ezért pyrrhocoma faji névre nevezték.

## Előfordulása
Dél-Amerikában, Argentína északkeleti, Brazília délkeleti és Paraguay délkeleti részén honos. Természetes élőhelyei a szubtrópusi és trópusi síkvidéki és hegyi esőerdők. Állandó, nem vonuló faj.

## Megjelenése
Testhossza 14 centiméter.
|  |  |

## Természetvédelmi helyzete
Az elterjedési területe nagyon nagy, egyedszáma pedig stabil. A Természetvédelmi Világszövetség Vörös listáján nem fenyegetett fajként szerepel.